# Condado de Washington (Indiana)
O Condado de Washington é um dos 92 condados do Estado americano de Indiana. A sede do condado é Salem, e sua maior cidade é Salem. O condado possui uma área de 1 338 km² (dos quais 5 km² estão cobertos por água), uma população de 27 223 habitantes, e uma densidade populacional de 20 hab/km² (segundo o censo nacional de 2000). O condado foi fundado em 1814.